# Bergognone
Ambrogio da Fossano zwany Bergognone (ur. 1481, zm. 1523/1524?) – malarz włoskiego Renesansu reprezentujący szkołę lombardzką. Jego przydomek związany jest z treściami, jakie w jego twórczości wydają się być zaczerpnięte ze stylu szkoły burgundzkiej.
Urodził się w Fossano w Piemoncie, ale dokładna data jego urodzenia nie jest znana. Chociaż był prawie współczesnym Leonarda, to jego twórczość zbliżona była raczej do przedrenesansowej, lombardzkiej sztuki Vincenzo Foppy i Bernardino Zenale.

## Życie i twórczość

### Okres młodzieńczy

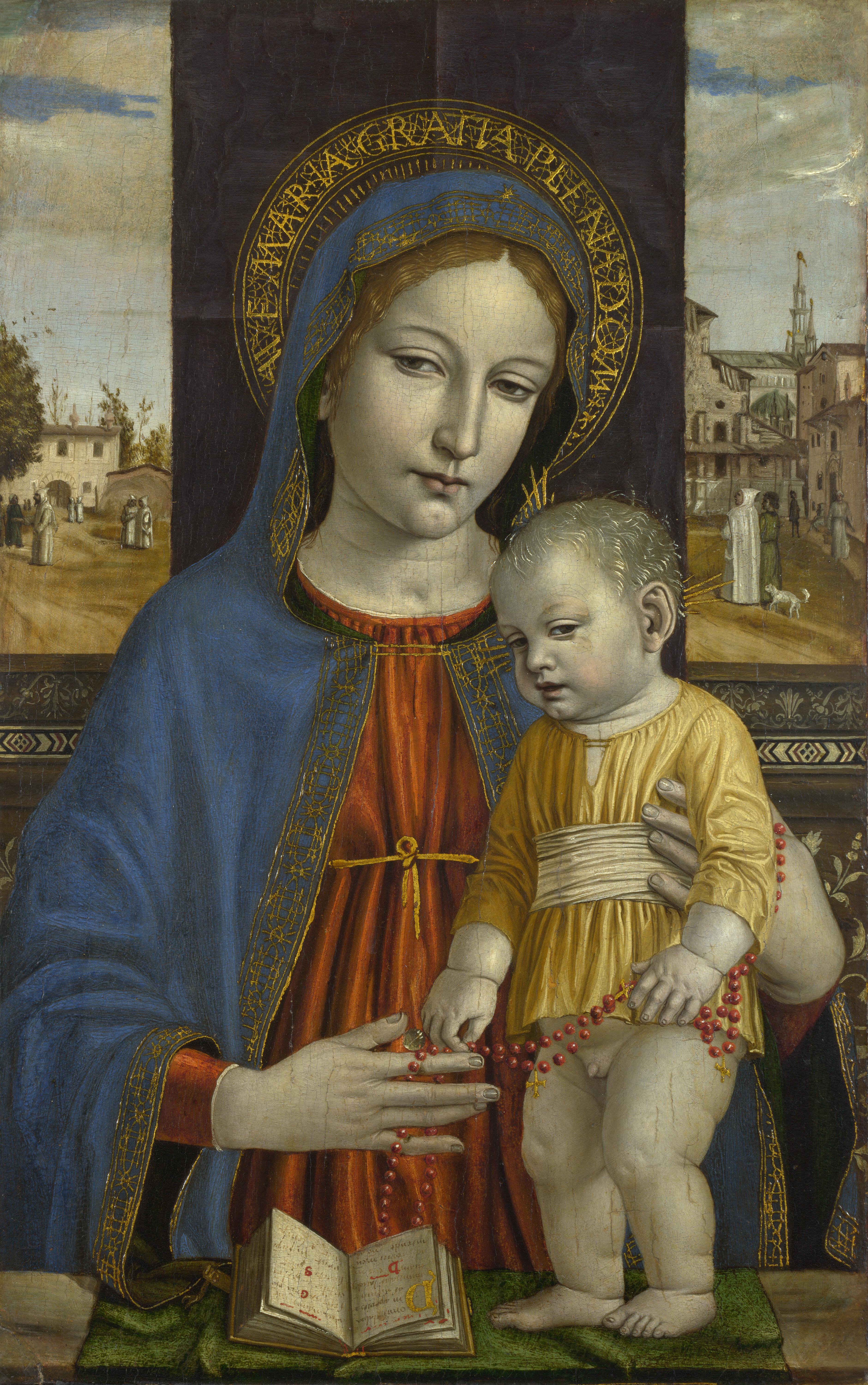
Bergognone, Madonna z Dzieciątkiem, National Gallery, Londyn

Niewiele wiemy o jego formacji malarskiej. Można znaleźć w jego dziełach analogie do twórczości Vincezzo Foppy, czy sztuki flamandzkiej lub prowansalskiej. W dziełach młodzieńczych przeważa odwołanie do sztuki flamandzkiej, przede wszystkim w sposobie wykorzystania światła. Pochodzące z tego okresu i datowane na ok. 1480 są obrazy Chrystus zdjęty z krzyża i aniołowie oraz Zdjęcie z krzyża. W tym okresie namalował również dwie nastawy ołtarzowe z Madonną i świętymi: jedna znajdująca się w Kolegiacie świętych Gratiniano i Fellino w Aronie (1484), i druga namalowana dla kościoła San Pietro in Ciel d'Oro w Pavii (1488), dziś znajdująca się w Pinakotece Ambrozjańskiej w Mediolanie. Dzieła te zdradzają zbliżenie do sztuki Vincenzo Foppy. Między 1480 a 1490 namalował dyptyk przedstawiający św. Pawła i św. Jana Ewangelistę.

### Prace wCertosa di Pavia

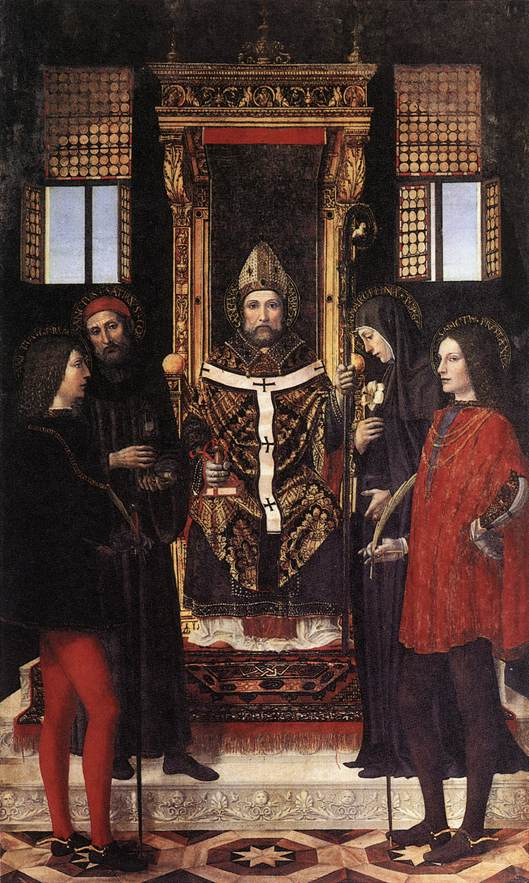
Nastawa ołtarza św. Ambrożego – Certosa di Pavia

W latach 1488–1495 był głównym malarzem w czasie budowy klasztoru w Certosa di Pavia, gdzie oprócz znacznej ilości fresków namalował dziewięć nastaw ołtarzowych, z których zachowało się sześć: trzy w Certosa di Pavia, dwie w National Gallery w Londynie, jedna (Madonna z Dzieciątkiem w krzewie różanym. Św. Krzysztof i św. Jerzy) w Muzeum Narodowym Poznaniu, która prezentuje wpływy analityczno-symboliczne malarstwa flamandzkiego, jedna w Pavii. Oprócz tego zachowały się fragmenty siódmej, częściowo przechowywane w Certosa di Pavia, a częściowo w prywatnej kolekcji w Mediolanie. In loco znajduje się też Ukrzyżowanie datowane na 1490 r., panele z Doktorami Kościoła, nastawa ołtarza św. Ambrożego (1490) i San Siro (1491). Porównując dwa ostatnie malowidła zauważa się, że między 1490 a 1491 r. nastąpiła zmiana w stylu malarskim autora. Styl staje się bardziej monumentalny i zwracający więcej uwagi na perspektywę, zapewne pod wpływem Bramantego.
Z okresu Certosy pochodzą też: Chrystus dźwigający krzyż i kartuzi (ok. 1493) przechowywany w Muzeum Miejskim w Pavii oraz Małżeństwo mistyczne św. Katarzyny z Aleksandrii (ok. 1490) znajdujące się w National Gallery w Londynie.
Również dla Certosy artysta zrealizował serię mniejszych dzieł: predelle z Historiami św. Ambrożego, Narodzenie św. Ambrożego, Konsekracja św. Ambrożego i Kazanie św. Ambrożego, Spotkanie św. Ambrożego z imperatorem Teodozjuszem i Historie św. Benedykta. Częścią tego zbioru są też niektóre Madonny z Dzieciątkiem, gdzie zaznacza się nieśmiały wpływ Leonarda: Madonna mleczna (ok. 1485) (w Accademia Carrara w Bergamo), Madonna z Dzieciątkiem (w National Gallery w Londynie) i Madonna Kartuska (w Pinakoteka Brera w Mediolanie) datowane na lata 1488-1490.

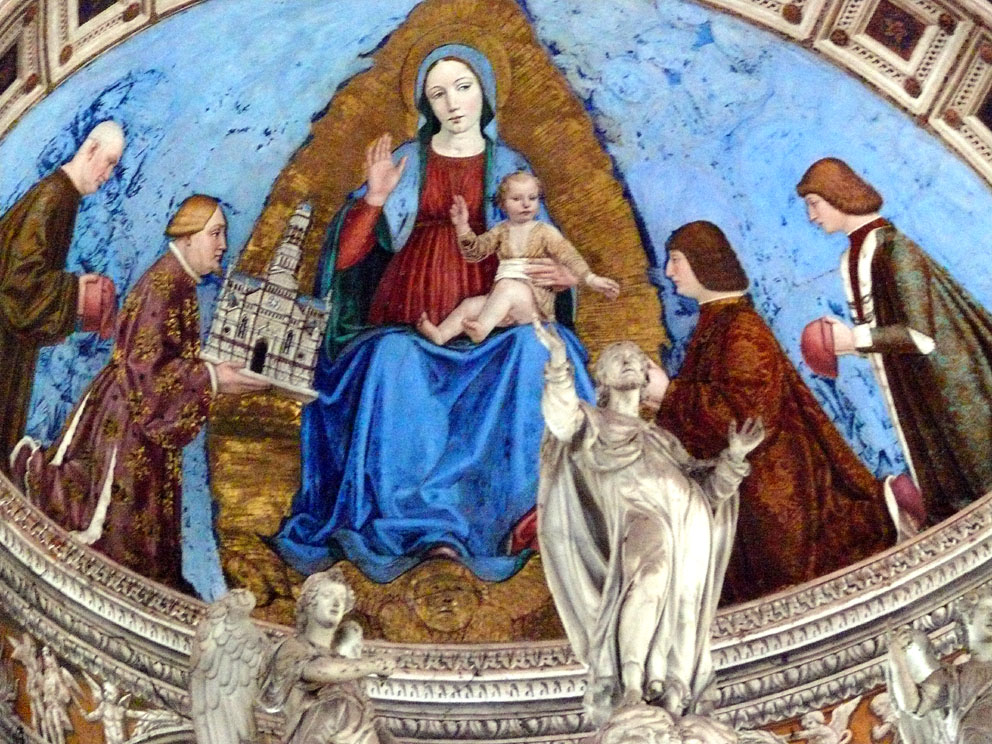
Fresk Gian Galeazzo Visconti ofiarowuje Matce Bożej model Certosy

W Certosie Bergognone namalował też freski w transeptach. W absydzie lewego transeptu w latach 1490-1495 powstał fresk Gian Galeazzo Visconti ofiarowuje Matce Bożej model Certosy. W absydzie przeciwległego transeptu artysta przedstawił Ukoronowanie Maryi między Francesco Sforzą a Ludovico il Moro na przepięknym błękitnym tle. W tym samym okresie powstał najprawdopodobniej obraz Chrystus zmartwychwstały (teraz w National Gallery w Waszyngtonie) oraz panel przedstawiający Ofiarowanie w świątyni (1494), który stanowił centralną część tryptyku, którego pozostałe części to Święty Augustyn i ofiarodawca (część lewa) i Święty Piotr Męczennik i ofiarodawczyni (część prawa) (obecnie obydwa w Luwrze).

### Mediolan,LodiiBergamo
Po okresie poświęconym pracom wyłącznie dla Certosy Bergognone przeniósł się do Mediolanu, gdzie wykonał cykl fresków dla kościoła Santa Maria presso San Satiro, prawdopodobnie pod ścisłym kierownictwem Bramantego. Obecnie freski te w znacznej części znajdują się w Pinakotece Brera. Na początku XVI w. artysta wykonał wiele prac dla Mediolanu, Lodi i Bergamo. Na ok. 1500 r. datowany jest ołtarzyk z Madonną z Dzieciątkiem z Accademia Carrara w Bergamo. W latach 1500–1505 namalował poliptyk dla kościoła San Bernardino w Bergamo. Z tego dzieła zachowały się niektóre części: Św. Marta, Św. Jan Ewangelista i Św. Hieronim w Accademia Carrara oraz Św. Maria Magdalena w Filadelfii. Prawdopodobnie z 1501 r. pochodzi Chrystus dźwigający krzyż (National Gallery w Londynie), który z Modlitwą w ogrójcu (też National Gallery) stanowił tryptyk lub poliptyk.
Z 1508 r. pochodzą Ukoronowanie Matki Bożej z absydy bazyliki San Simpliciano w Mediolanie oraz Poliptyk Ducha Świętego z Bergamo.
W 1508 r. Bergognone namalował Historie Maryi dla kościoła Matki Bożej Ukoronowanej w Lodi, które uznawane są za jego największe dzieła. Potrafił połączyć tam postacie jakby wzięte od Leonarda ze scenografią w stylu Bramentego oraz pejzażami charakterystycznymi dla Lombardii. Najlepszym przykładem jest tu Zwiastowanie.

### Ostatnie dzieła
Ostatni okres twórczości rozpoczyna się od krótkiego powrotu do Certosy (1514), gdzie w refektarzu maluje fresk Madonny Mlecznej oraz popiersia apostołów. Z ostatniego okresu pochodzą też Święci Roch i Sebastian (prywatna kolekcja w Mediolanie) i monumentalne freski w kapitularzu Santa Maria della Passione w Mediolanie (1514-1518). Z 1522 r. jest Ukoronowanie Matki Bożej (Brera).

## Wybrane obrazy olejne
- Św. Jan Ewangelista, ok. 1480–1490, olej na desce, 57 × 18 cm, Bergamo, Accademia Carrara.
- Św. Paweł, ok. 1480–1490, olej na desce, 57 × 18 cm, Bergamo, Accademia Carrara.
- Madonna z Dzieciątkiem i dwaj aniołowie, ok. 1485, olej na desce, 37 × 28 cm, Mediolan, Muzeum Poldi Pezzoli.
- Madonna karmiąca Dzieciątko, ok. 1485, olej na desce, 29,5 × 22,5 cm, Mediolan, Muzeum Poldi Pezzoli.
- Madonna mleczna, ok. 1485, olej na desce, 61 × 44 cm, Bergamo, Accademia Carrara.
- Madonna z Dzieciątkiem i świętymi, ok. 1485, olej na desce, 242 × 182 cm, Mediolan, Pinakoteka Ambrozjańska.
- Madonna z Dzieciątkiem, ok. 1488–1490, olej na desce, 55 × 25,6 cm, Londyn, National Gallery w Londynie.
- Madonna z Dzieciątkiem, św. Katarzyna i bł. Stefano Maconi, ok. 1490, olej na desce, 45 × 39 cm, Mediolan, Pinakoteka Brera.
- Chrystus wstający z grobu, ok. 1490, olej na desce, 114,5 × 61,2 cm, Waszyngton, National Gallery of Art.
- Spotkanie św. Ambrożego z cesarzem Teodozjuszem, ok. 1490, olej na desce, 33 × 21 cm, Bergamo, Accademia Carrara.
- Madonna z Dzieciątkiem i święte Katarzyna Aleksandryjska i Katarzyna ze Sieny, ok. 1490, olej na desce, 187 × 129,5 cm, National Gallery w Londynie.
- Madonna z Dzieciątkiem, ok. 1500, olej na desce, 45 × 28 cm, Bergamo, Accademia Carrara.
- Św. Jakub Starszy, ok. 1500, olej na desce, 68 × 43 cm, Sankt Petersburg, Ermitaż.
- Św. Hieronim, 1500–1505, olej na desce, 120 × 45 cm, Bergamo, Accademia Carrara.
- Wniebowzięcie Matki Bożej, ok. 1500–1510, olej na desce, 242,3 × 108 cm, Mertopolitan Art Museum
- Modlitwa w ogrójcu, ok. 1501, olej na desce, 99 × 45 cm, National Gallery w Londynie.
- Św. Marta, ok. 1505, olej na desce, 99 × 45 cm, Bergamo, Accademia Carrara.
- Św. Katarzyna Aleksandryjska, ok. 1510, olej na desce, 97,2 × 55,5 cm, Mediolan, Muzeum Poldi Pezzoli.